# Alex Hirsch
Alexander Robert "Alex" Hirsch  (n. 18 iunie 1985, Piemont, California, Statele Unite) este un realizator de desene animate american, storyboarder, vocea multor personaje și animator. El este cel mai bine cunoscut ca fiind creatorul serialului de animație Disney Channel, Ciudățeni unde vorbește despre copilăria lui. El a lucrat prima dată ca storyboarder la Minunatele peripeții ale lui Flapjack și Viața în acvariu.

## Primii ani
Hirsch s-a născut în Piemont, California pe 18 iunie 1985 împreună cu sora sa Ariel Hirsch. În 2007, a absolvit Institutul de arte California.

## Carieră
Hirsch a început ca scriitor și storyboarder la Minunatele peripeții ale lui Flapjack, unde a lucrat alături de J. G. Quintel (care a creat Un show obișnuit) și Pendleton Ward (creatorul desenului animat Să înceapă aventura!).
Alex Hirsch a fost mai târziu și scriitor, storyboarder și consultant de creație la Viața în acvariu, pe care unde a lucrat alături de Maxwell Atoms.
În 2013, Hirsch a fost vocea ofițerului Concord "Terrifying Tri-State Trilogy of Terror" un episod din Phineas și Ferb, prezentat pe Disney Channel.

## Viața personală
El pune multe dintre experiențele sale reale în animația Ciudățeni cum ar fi faptul că se ducea cu sora lui la colindat de Halloween îmbrăcat în pisicuță. Sora lui joacă un rol important în animație, fiind inspirația lui Mabel Pines. Mabel are un porc numit Pufuleț, deoarece Alex spunea că sora lui și-a dorit mereu unul.
În 2013 a organizat Turul misterelor unde a invitat câțiva prieteni într-o excursie. Locurile l-au inspirat să creeze animația Ciudățeni.

## Filmografie

### Filme
| An   | Titlu        | Director de film | Producător | Scenarist | Actor vocal | Rol               | Note         |
| ---- | ------------ | ---------------- | ---------- | --------- | ----------- | ----------------- | ------------ |
| 2006 | Off The Wall | Da               | Da         | Da        | Da          | Voce suplimentară | Scurt-metraj |

### Televiziune
| An        | Titlu                                 | Producător | Scenarist | Storyboarder | Actor vocal | Rol                                                                   | Note                                             |
| --------- | ------------------------------------- | ---------- | --------- | ------------ | ----------- | --------------------------------------------------------------------- | ------------------------------------------------ |
| 2008-2009 | Minunatele peripeții ale lui Flapjack | Nu         | Da        | Da           | Nu          |                                                                       |                                                  |
| 2010–2014 | Viața în acvariu                      | Nu         | Da        | Da           | Da          | Clamantha Fumble Voci suplimentare                                    | Consultant                                       |
| 2012–2016 | Ciudățeni                             | Da         | Da        | Da           | Da          | Marele unchi Stan Soos Bătrânul McGucket Bill Cifru Voci suplimentare | Creator                                          |
| 2013      | Phineas și Ferb                       | Nu         | Nu        | Nu           | Da          | Ofițer Concord                                                        | Episod: "Terrifying Tri-State Trilogy of Terror" |
| 2013      | Ghidul lui Dipper în Lumea Misterelor | Da         | Da        | Nu           | Da          | Marele unchi Stan Soos Batrânul McGucket Voci suplimentare și creator | Creatorul tuturor scurt-metrajelor               |
| 2014      | Sfaturile lui Mabel despre viață      | Da         | Da        | Nu           | Da          | Marele unchi Stan Soos Batrânul McGucket Voci suplimentare și creator | Creatorul tuturor scurt-metrajelor               |